# شاه (شطرنج)
شاه در شطرنج مهم‌ترین مهرهٔ بازی است. اگر مورد حملهٔ حریف قرار گیرد در وضعیت کیش قرار می‌گیرد و اگر نتوان کیش را برطرف نمود، مات یا کیش‌ومات اتفاق افتاده و بازی با پیروزی حریف به پایان رسیده‌است.
شاه در هر حرکت می‌تواند یک خانه در تمامی جهات (عرض، طول و قطر) حرکت کند.
شاه به دلیل اهمیت و آسیب‌پذیری معمولاً در اوایل و اواسط بازی فعالیت چندانی ندارد اما در آخر بازی می‌تواند یک مهرهٔ قوی و مؤثر باشد.
محل قرار گرفتن شاه سفید در خانهٔ سمت راست وزیر و شاه سیاه در انتهای صفحه روبروی شاه سفید است. بر اساس علائم بازی شطرنج شاه سفید در خانهٔ e1 و شاه سیاه در خانهٔ e8 قرار می‌گیرد.

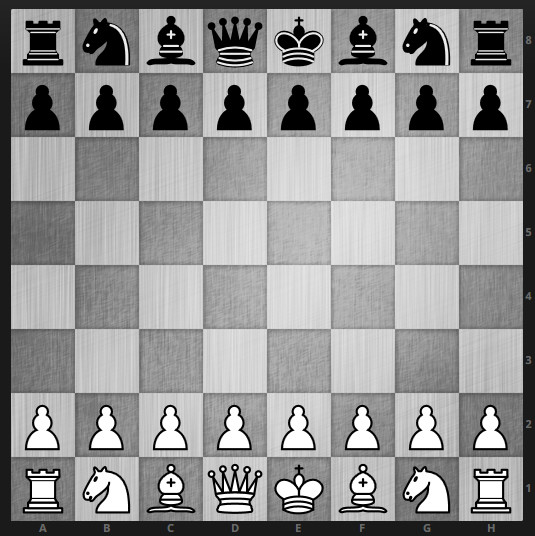
موقعیت اولیهٔ مهره‌های شطرنج